# Barcinek (województwo dolnośląskie)

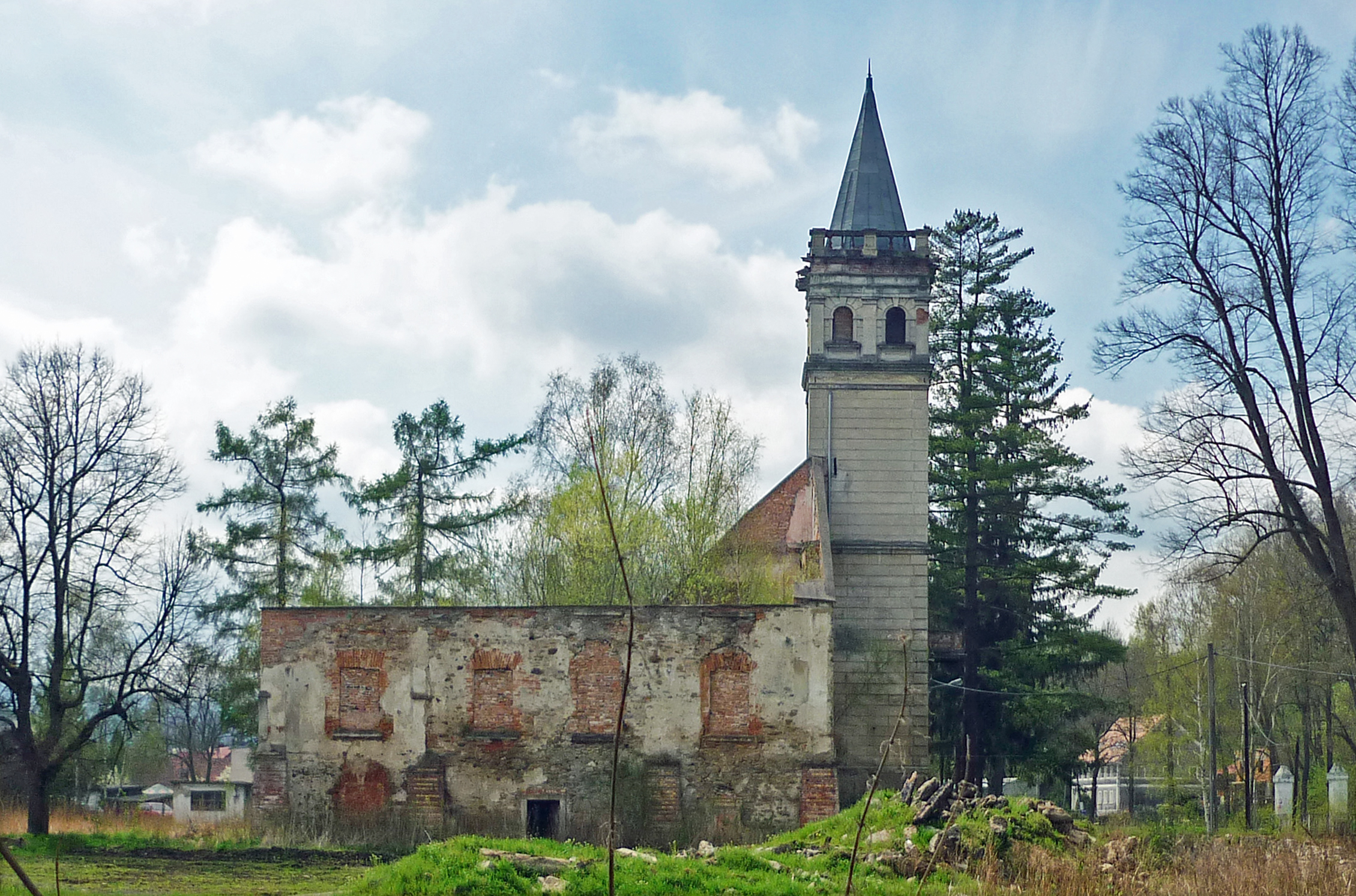
Pałac w Barcinku

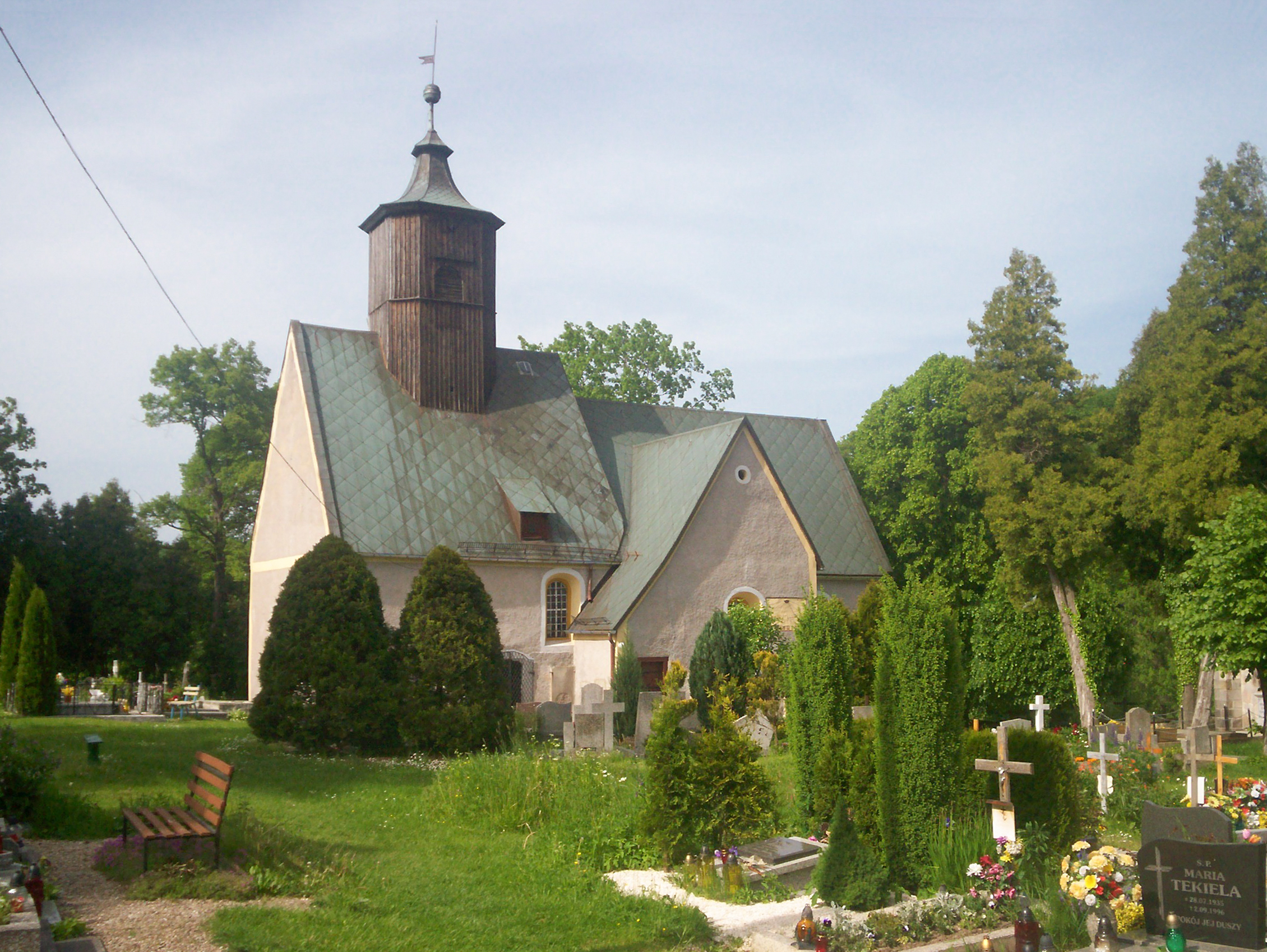
Kościół pw. Michała Archanioła w Barcinku

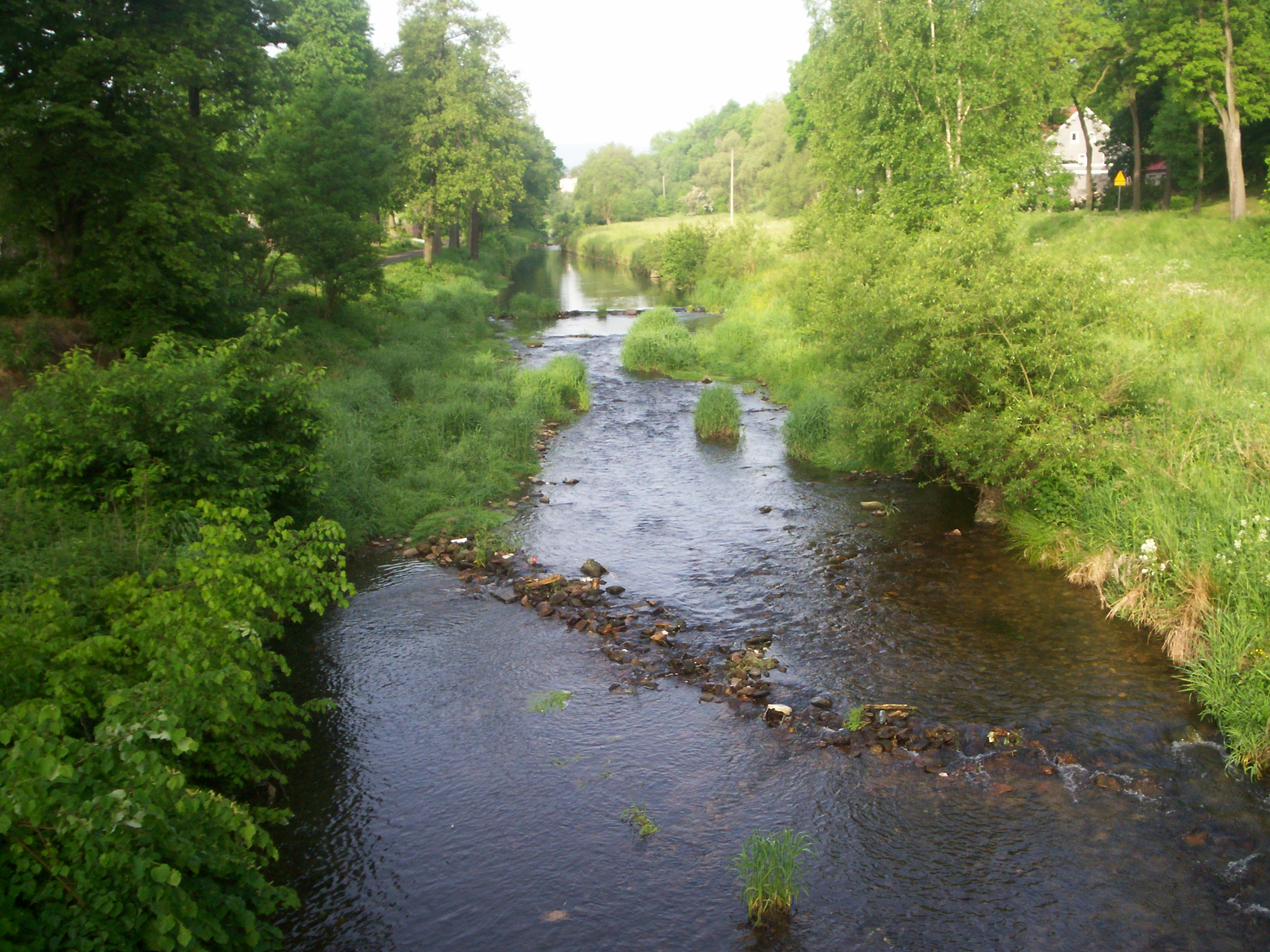
Rzeka Kamienica w Barcinku

Barcinek (niem. Berthelsdorf) – wieś w Polsce położona w województwie dolnośląskim, w powiecie karkonoskim, w gminie Stara Kamienica.

## Położenie
Barcinek to duża wieś o długości około 2,7 km, leżąca w Obniżeniu Starej Kamienicy, na granicy ze Wzniesieniami Radoniowskimi, nad rzeką Kamienicą, na wysokości około 315–340 m n.p.m.

## Podział administracyjny
W latach 1975–1998 miejscowość administracyjnie należała do województwa jeleniogórskiego.

## Historia
Historia Barcinka związana była z kasztelanią w Starej Kamienicy. Pierwsza wzmianka o wsi pojawiła się w dokumencie biskupstwa wrocławskiego pochodzącym z około 1305 roku. W 1702 roku duża powódź zniszczyła wiele domów i drzewa owocowe. Początek XIX wieku był najlepszym okresem rozwoju wsi. W 1825 roku Barcinek liczył 140 domów, w tym dwór z folwarkiem, szkołę i kościół filialny. We wsi funkcjonowały: garbarnia, 2 młyny wodne, młyn do mielenia kory dębowej, olejarnia, folusz i cegielnia. W kolejnych latach znacznie rozrastała się ilość rzemieślników i handlarzy osiągając w 1840 roku liczbę 30. W połowie XIX wieku powstały tu pierwsze zakłady przemysłowe, między innymi: papiernia, fabryka maszyn i tartak. W latach 1880–1930 w Barcinku istniał oddział Towarzystwa Karkonoskiego zajmujący się organizacją wycieczek i zagospodarowaniem turystycznym terenu. W okresie międzywojennym działały na terenie wsi 2 gospody z 27 miejscami noclegowymi. Uzdrowiskowe walory wsi zaczęto wykorzystywać od 1887 roku, kiedy to wybudowano zakład zdrojowy stosujący wodolecznictwo. Po 1945 roku Barcinek zachował swój charakter, w 1988 roku było tu 30 gospodarstw rolnych.

### Nazwy historyczne
- 1305 Bertoldivilla, Bertoldi villa
- 1345 Bertlodisdorf, Bertholdisdorf
- 1668 Berthelsdorff
- 1677 Berttelsdorff, Bertelsdorff
- 1786 Bartsdorf, Bertelsdorf
- 1825 Berthelsdorf, Bertholsdorf
- 1888 Berthelsdorf
- 1945 Baryłów, Korczaków, Korczakowo[1]
- 1946 Barcinek[5]

## Zabytki
Do wojewódzkiego rejestru zabytków wpisane są obiekty:
- kościół filialny pw. Michała Archanioła z XIV w., gruntownie przebudowany na przełomie XVI/XVII w. Późnorenesansowe wnętrze tj. empory, ambona i inne, barokowy ołtarz z 1727, nagrobki rycerskie z przełomu XVI/XVII w.[7]
- zespół pałacowy, z XVI w., przebudowany w XVIII–XIX w.:
  - pałac z XVI w.
  - bramka w ogrodzeniu
  - park

Inne zabytki:
- pomnik pamięci ofiar I wojny światowej.